# Casa Descoll
La Casa Descoll era un casal renaixentista, actualment desaparegut, situat als carrers del Fossar de Sant Miquel (actualment plaça de Sant Jaume), d'en Micó i de l'Ensenyança de Barcelona, davant de la també desapareguda església de Sant Miquel.

## Història
Fou la residència familiar de Jeroni Descoll i d'Oliva (1473-1554), doctor en dret i regent del Consell Col·lateral de Nàpols, on el 1536 va encarregar el seu sepulcre i el 1537 el grup escultòric de la Dormició de la Mare de Déu per a l'església de Sant Miquel.
Després de la mort dels seus fills Joan Benet, Jeroni i Jerònima, la successió passà a Aldonça Descoll i de Tord, casada amb Jaume de Rocabertí-Tagamanent i de Sarriera, senyor de Tagamanent i fill de Martí Onofre I de Rocabertí, vescomte de Rocabertí. L'hereu del matrimoni fou Dalmau de Rocabertí-Tagamanent i Descoll, casat amb Francesca d'Icart i de Carcasssona. El seu fill Miquel de Rocabertí-Tagamanent-Descoll i d'Icard es va casar amb Maria d'Alentorn i de Salbà, baronessa de Rialp, i l'hereva fou la seva filla Maria de Rocabertí-Tagamanent-Descoll i d'Alentorn, que es va casar amb Josep Galceran de Pinós i de Perapertusa, senyor de Santa Maria de Barberà, de manera que el casal va passar a mans d'aquest llinatge.
A la dècada del 1840, l'Ajuntament de Barcelona va expropiar-ne gairebé la meitat per a l'obertura del carrer de Ferran i l'eixample de la plaça de Sant Jaume, i el 1845, Maria Josepa de Pinós i de Copons, marquesa de Barberà, va establir-ne en emfiteusi la resta del solar i les ruïnes a l'indià de Calella Jeroni Rabassa i la seva sogra Isabel Maria Alfonso, que hi van fer construir un nou edifici.

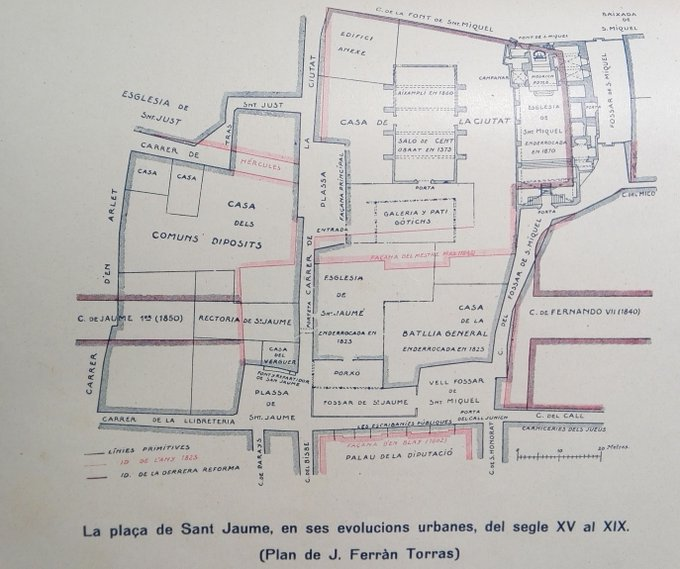
Evolució urbana de la plaça de Sant Jaume